# Interlock Protocol
Interlock protokol je v informatice název protokolu, který byl navržen ke znepříjemnění odposlouchávání komunikace mezi dvěma lidmi třetí osobou (omezení pro Man in the middle), která používá k zabezpečení výměnu anonymních klíčů. Další návrh byl používat jej jako ověřovací protokol, který byl následně zamítnut. Interlock Protocol byl popsán Ronem Rivestem a Adi Shamirem,

## Historie
Většina kryptografických protokolů spoléhá na zřízení tajného nebo veřejného klíče nebo hesla. Nicméně protokol výměny klíčů Diffie-Hellman představil koncept dvou stran navazující zabezpečený kanál (to znamená, s alespoň některými požadovanými bezpečnostními vlastnostmi) bez předchozího souhlasu. O neověřeném Diffie-Hellman jako anonymní key-agreement protokolu je dlouho známo, že je předmětem útoku Man in the middle.
Interlock protokol byl popsán jako metoda vystavení člověka uprostřed, který by se mohl pokusit kompromitovat dvě strany používající key-agreement k zabezpečení jejich konverzace.

## Jak to funguje
Interlock protokol funguje zhruba následovně: Alice zašifruje svou zprávu Bobovým klíčem, potom odešle polovinu své zprávy Bobovi. Bob zašifruje také svou zprávu klíčem Alice a také odešle svou polovinu zprávy Alici. Alice potom odešle i druhou polovinu své zprávy Bobovi, který odešle taktéž i druhou polovinu své zprávy. Síla protokolu spočívá v nemožnosti dešifrovat pouze polovinu zprávy. Proto pokud útočník Mallory začne útok k vysledování klíče Alice a Boba, nebude schopen dešifrovat polovinu zprávy Alice a zakódovat použitím Bobova klíče. Mallory musí čekat dokud obě poloviny zprávy byly obdrženy a může být úspěšná pouze v duplikování jedna ze stran, pokud skládá zcela novou zprávu.

## Bellovin-Merrittův útok
Davies a Price navrhli použití Interlock protokolu pro ověřování v knize s názvem Bezpečnost pro počítačové sítě. Ale útok na něj popsali Steven M. Bellovin a Michael Merritt. Následné upřesnění bylo navrženo C. Ellisonem.
Bellovin-Merrittův útok s sebou nese vytváření falešné zprávy k odeslání první straně. Hesla mohou být odeslána pomocí Interlock protokolu mezi A a B následovně:
```
 A               B
Ea,b(Pa)<1>------->
<-------Ea,b(Pb)<1>
Ea,b(Pa)<2>------->
<-------Ea,b(Pb)<2>

```

kde Ea,b(M) je zprava M, zašifrovaná pomocí klíče, odvozeného z výměny Diffie-Hellman mezi A a B, <1>/<2> označují první a druhé poloviny a Pa/Pb jsou hesla A a B.
Útočník Z může odeslat polovinu falešné zprávy P? ke zjískání Pa od A.
```
A                Z                B
Ea,z(Pa)<1>------>
<------Ea,z(P?)<1>
Ea,z(Pa)<2>------>
                 Ez,b(Pa)<1>------>
                 <------Ez,b(Pb)<1>
                 Ez,b(Pa)<2>------>
                 <------Ez,b(Pb)<2>

```

V tuto chvíli Z kompromitoval hesla Pa a Pb. Útok může být odražen ověřením hesel po částech, takže když Ea,z(P?)<1> je odeslána, víme, že je neplatná a Ea,z(Pa)<2> již nikdy nebude odeslána (navrženo dle Davise). Nicméně toto nebude fungovat v případě, že hesla jsou hashována, polovina hashe je nepoužitelná, dle Bellovina. Existuje také několik dalších navržených metod, kromě hesla také použití sdíleného tajného klíče.

## Čtěte také
- Počítačová bezpečnost
- Kryptoanalýza
- Zabezpečený kanál
- Key management
- Kryptografický protokol